# تلمبه انوشیروان
تلمبه انوشیروان یک منطقهٔ مسکونی در ایران است که در دهستان گلستان (سیرجان) واقع شده‌است. تلمبه انوشیروان ۱۰۴ نفر جمعیت دارد.